# Línea 1 (Urbanos de Leganés)
La línea 1 de la red de autobuses urbanos de Leganés une la Vereda de los Estudiantes con La Fortuna.

## Características
Es la única línea urbana del municipio. En La Fortuna, establece un circuito neutralizado.
La línea circula exclusivamente por el término municipal de Leganés. Como bien se expresa en la numeración interna del CRTM, recibe el número 1074. El primer dígito corresponde a la línea, en este caso la línea 1. Y los últimos tres dígitos corresponden al municipio por el que circula, en este caso 074 corresponde al municipio de Leganés.
La línea no mantiene los mismos horarios todo el año, desde el 16 de julio al 31 de agosto se reducen el número de expediciones de lunes a sábados laborables (domingos y festivos tienen los mismos horarios todo el año), además de los días excepcionales vísperas de festivo y festivos de Navidad en los que los horarios también cambian y se reducen.
Está operada por la empresa Martín mediante la concesión administrativa VCM-404 - Madrid – Leganés – Fuenlabrada (Viajeros Comunidad de Madrid) del Consorcio Regional de Transportes de Madrid.

## Horarios
| Lunes a viernes laborables (1 sept. - 15 julio)                 |
| De 6:30 a 14:55 cada 10-20 minutos                              |
| De 15:05 a 22:35 cada 20 minutos                                |
| A 23:00                                                         |
| Lunes a viernes laborables (16 julio - 31 agosto)               |
| De 6:30 a 23:00 cada 22 minutos                                 |
| Sábados laborables (1 sept. - 15 julio)                         |
| A 6:30 - 7:00 - 7:30                                            |
| De 8:00 a 19:20 cada 20 minutos                                 |
| A 19:45 - 20:05 - 20:30 - 20:55 - 21:25 - 21:55 - 22:25 - 23:00 |
| Sábados laborables (16 julio - 31 agosto)                       |
| De 6:00 a 23:00 cada 30 minutos                                 |
| Domingos y festivos                                             |
| De 7:30 a 23:00 cada 30 minutos                                 |

| Lunes a viernes laborables (1 sept. - 15 julio)         |
| A 6:30                                                  |
| De 7:00 a 15:30 cada 10-20 minutos                      |
| De 15:40 a 23:00 cada 20 minutos                        |
| Lunes a viernes laborables (16 julio - 31 agosto)       |
| De 6:30 a 23:00 cada 22 minutos                         |
| Sábados laborables (1 sept. - 15 julio)                 |
| A 7:00 - 7:30 - 8:00                                    |
| De 8:35 a 19:55 cada 20 minutos                         |
| A 20:20 - 20:40 - 21:05 - 21:30 - 22:00 - 22:25 - 23:00 |
| Sábados laborables (16 julio - 31 agosto)               |
| De 6:15 a 22:20 cada 30 minutos                         |
| A 23:00                                                 |
| Domingos y festivos                                     |
| A 8:00 - 8:30 - 9:00                                    |
| De 9:35 a 21:05 cada 30 minutos                         |
| A 21:40 - 22:20 - 23:00                                 |

## Recorrido y paradas

### Sentido La Fortuna
| Código | Parada                                    | Común con           | Conexiones con Metro |
| ------ | ----------------------------------------- | ------------------- | -------------------- |
| 18323  | Pontevedra - Huelva                       | 483                 |                      |
| 18321  | Zamora - Cuenca                           | 483                 |                      |
| 18320  | Av. Valladolid - Ctra. M406               | 483                 |                      |
| 07936  | Av. Museo - Centro de mayores             | 450 468 481 483     |                      |
| 07896  | Av. Museo - Pza. Joan Manuel Serrat       | 450 468 481 483     |                      |
| 12744  | Av. Gibraltar - Casa del Reloj            | 450 483             | Casa del Reloj       |
| 07922  | Av. La Mancha - Parque Pablo Ruiz Picasso | 432 480 484         |                      |
| 13121  | Av. La Mancha - Parque Pablo Ruiz Picasso | 432 480 484         |                      |
| 07924  | Av. Rey Juan Carlos I - La Rioja          | 432 483 485 488 497 |                      |
| 09511  | Monegros - Av. Rey Juan Carlos I          | 481 483 497         | Julián Besteiro      |
| 07966  | Monegros - Panadés                        | 483 484 497         |                      |
| 07964  | Monegros - Colegio                        | 483 484 497         |                      |
| 07962  | Monegros - Ribeiro                        | 483 484 497         |                      |
| 07957  | Monegros - Mayorazgo                      | 480 481 483 484 488 |                      |
| 07955  | Monegros - Av. Rey Juan Carlos I          | 480 481 483 484 488 |                      |
| 07548  | Av. Rey Juan Carlos I - Av. Europa        | 485                 |                      |
| 07984  | Av. Rey Juan Carlos I - Av. Francia       | 485                 |                      |
| 07974  | Av. Francia - Polonia                     |                     |                      |
| 07978  | Av. Alemania - Av. Francia                | 432 481             |                      |
| 07980  | Av. Alemania - Colegio                    | 432 481             |                      |
| 07982  | Av. Bélgica - Biblioteca                  | 432 481             |                      |
| 09077  | C.C. Parquesur - Est. El Carrascal        | 432 481 485 488 497 | El Carrascal         |
| 09079  | Av. Gran Bretaña - C.C. Parquesur         | 481 485 497         |                      |
| 21252  | Av. Reina Sofía - María Guerrero          |                     |                      |
| 18574  | Av. Reina Sofía - Irene Fernández         |                     |                      |
| 12829  | Av. Reina Sofía - Gabriela Mistral        | 480 485             |                      |
| 18296  | Av. Reina Sofía - Centro Comercial        |                     |                      |
| 18294  | Av. Reina Sofía - Teresa Claramunt        |                     |                      |
| 18297  | Av. Puerta del Sol - C. C. Plaza Nueva    |                     |                      |
| 20268  | Medicina - Cementerio                     |                     |                      |
| 18299  | P.º Ermita - Tanatorio                    |                     |                      |
| 12115  | Jesús M. Haddad Blanco - Centro de salud  | 483                 |                      |
| 08140  | Sefarditas - Obelisco V Centenario        | 483                 |                      |
| 17804  | Av América Latina - Brasil                | 483 486 487         |                      |
| 08032  | Av. Libertad - San Luis                   | 486 487             |                      |

### Sentido Vereda de los Estudiantes
| Código | Parada                                     | Común con           | Conexiones con Metro |
| ------ | ------------------------------------------ | ------------------- | -------------------- |
| 08032  | Av. Libertad - San Luis                    | 486 487             |                      |
| 08033  | San José - Est. La Fortuna                 | 486 487             | La Fortuna           |
| 16610  | Santo Domingo - San José                   | 483 486 487         |                      |
| 08029  | Fátima - San Bernardo                      | 483 486 487         |                      |
| 15143  | Fátima - Av. Libertad                      | 483 486 487         |                      |
| 15144  | San Juan - Polideportivo                   | 483 486 487         |                      |
| 16608  | Lisboa - Beja                              | 483                 |                      |
| 16605  | Beja - Braganza                            | 483                 |                      |
| 16607  | Coimbra - Jesús                            | 483 486 487         |                      |
| 15145  | Pza. San Antonio de la Florida - San Amado | 483 486 487         |                      |
| 15146  | Carmen - Pza. Carmen                       | 486 487             |                      |
| 16602  | San Pedro - Oporto                         | 483 486 487         | La Fortuna           |
| 15147  | San Luis - Jardines García Lorca           | 483 486 487         |                      |
| 17803  | Av América Latina - Anita Martínez         | 483 486 487         |                      |
| 07985  | Sefarditas - Obelisco V Centenario         | 483                 |                      |
| 12114  | Jesús M. Haddad Blanco - Centro de salud   | 483                 |                      |
| 07929  | Av. Mar Mediterráneo - Centro de salud     | 483                 |                      |
| 18300  | P.º Ermita - Tanatorio                     |                     |                      |
| 20273  | Medicina - Cementerio                      |                     |                      |
| 18298  | Av. Puerta del Sol - C. C. Plaza Nueva     |                     |                      |
| 18293  | Av. Reina Sofía - Biblioteca               |                     |                      |
| 18295  | Av. Reina Sofía - Centro Comercial         |                     |                      |
| 12828  | Av. Reina Sofía - Gabriela Mistral         | 480 485             |                      |
| 18575  | Av. Reina Sofía - Irene Fernández          |                     |                      |
| 21253  | Av. Reina Sofía - María Guerrero           |                     |                      |
| 09516  | Av. Gran Bretaña - C.C. Parquesur          | 481 485             |                      |
| 16090  | C.C. Parquesur - Est. El Carrascal         | 432 485 488         | El Carrascal         |
| 07981  | Av. Bélgica - Biblioteca                   | 432 481             |                      |
| 07979  | Av. Alemania - Instituto                   | 432 481             |                      |
| 07977  | Av. Alemania - Av. Francia                 | 432 481             |                      |
| 07975  | Av. Francia - Italia                       |                     |                      |
| 07983  | Av. Rey Juan Carlos I - Av. Francia        | 485                 |                      |
| 07549  | Av. Rey Juan Carlos I - Av. Europa         | 485                 |                      |
| 16211  | Monegros - Priorato                        | 480 481 483 484 488 |                      |
| 07958  | Monegros - Mayorazgo                       | 480 481 483 484 488 |                      |
| 07961  | Monegros - Ribeiro                         | 483 484 497         |                      |
| 07963  | Monegros - Colegio                         | 483 484 497         |                      |
| 07965  | Monegros - Av. de la Mancha                | 483 484 497         |                      |
| 09512  | Monegros - Av. Rey Juan Carlos I           | 481 483 497         | Julián Besteiro      |
| 07923  | Av. Rey Juan Carlos I - Monegros           | 432 483 485 488 497 |                      |
| 13122  | Av. La Mancha - Centro de mayores          | 480 484             |                      |
| 13123  | Av. La Mancha - Parque Pablo Ruiz Picasso  | 480 484             |                      |
| 12745  | Av. Gibraltar - Casa del Reloj             | 450 483             | Casa del Reloj       |
| 07895  | Av. Museo - Pza. Joan Manuel Serrat        | 450 468 481 483     |                      |
| 07937  | Lugo - Centro de mayores                   | 450 468 481 483     |                      |
| 18319  | Granada - Ctra. M406                       | 483                 |                      |
| 18322  | Zamora - Córdoba                           | 483                 |                      |
| 18324  | Pontevedra - Huelva                        | 483                 |                      |